# Mosquée peinte de Tetovo
La mosquée peinte de Tetovo (en albanais : Xhamia e Sinan Pashës ; en macédonien : Шарена Џамија Šarena Đamija ; en turc : Alaca Cami) est une mosquée ottomane située dans la ville de Tetovo, en Macédoine du Nord. Elle a été construite en 1438, et contrairement à la plupart des mosquées de l'époque, elle n'a pas été financée par un dignitaire local, mais par deux sœurs de Tetovo. Elle a été reconstruite en 1833 par Abdurrahman Pasha, un grand amateur de Tetovo et de ses richesses artistiques. La mosquée constitue l'un des monuments les plus célèbres de la ville avec l'Arabati Baba tekke.
Le monument doit son nom aux innombrables panneaux peints qui recouvrent les façades. Plus de 30 000 œufs ont été nécessaires pour élaborer le liant contenu dans la peinture (tempera). Les panneaux ont été entièrement restaurés entre 2010 et 2011,.
Les deux sœurs à l'origine de la mosquée reposent dans le turbe qui se trouve dans le jardin attenant.

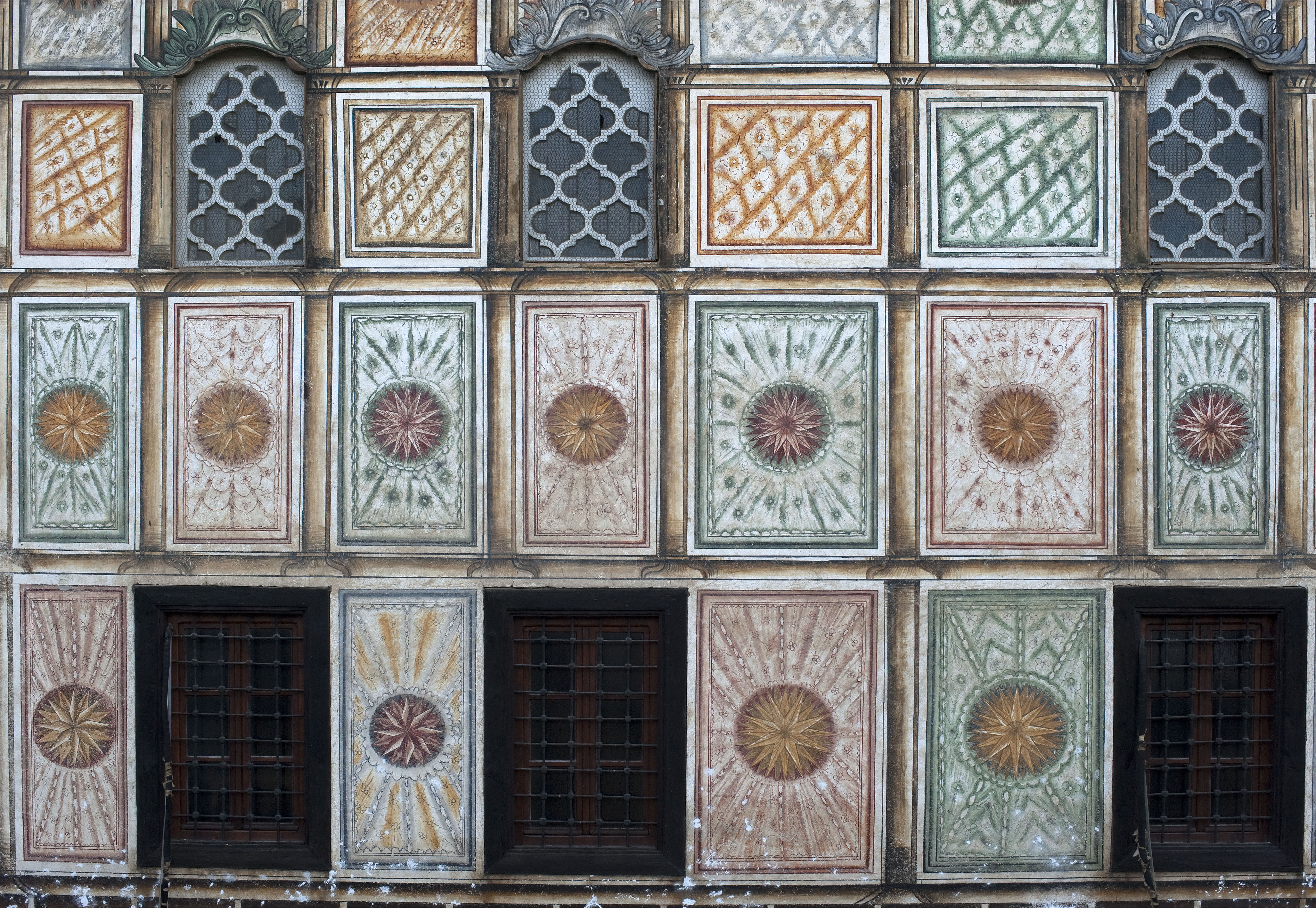
Détail des panneaux.
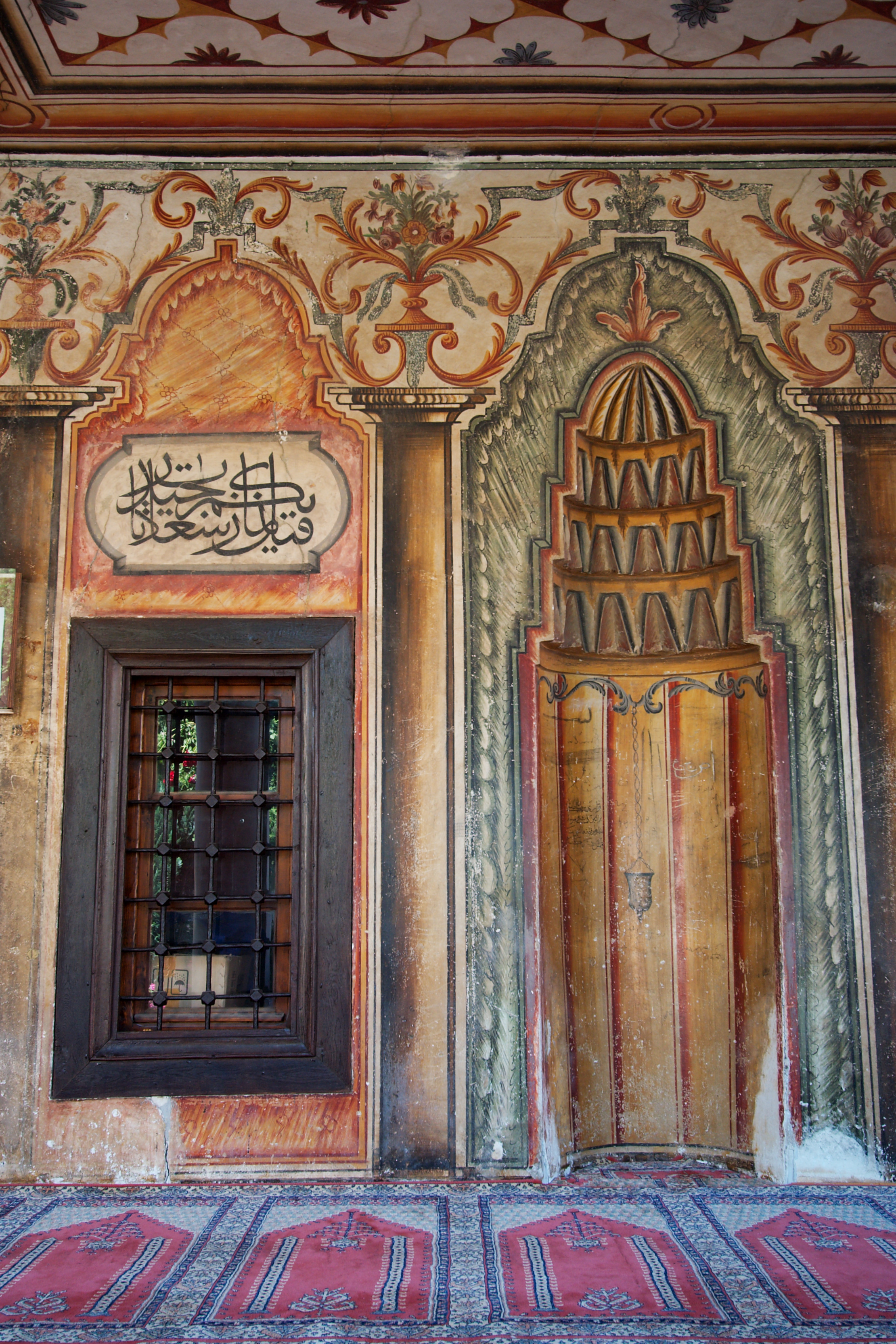
Le mirhab.
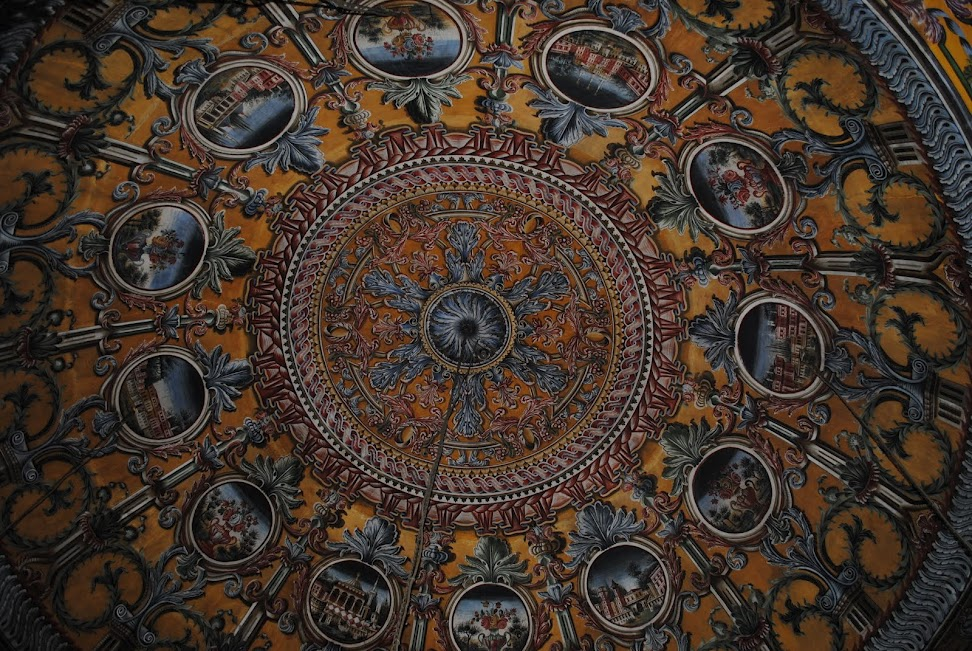
La coupole peinte.
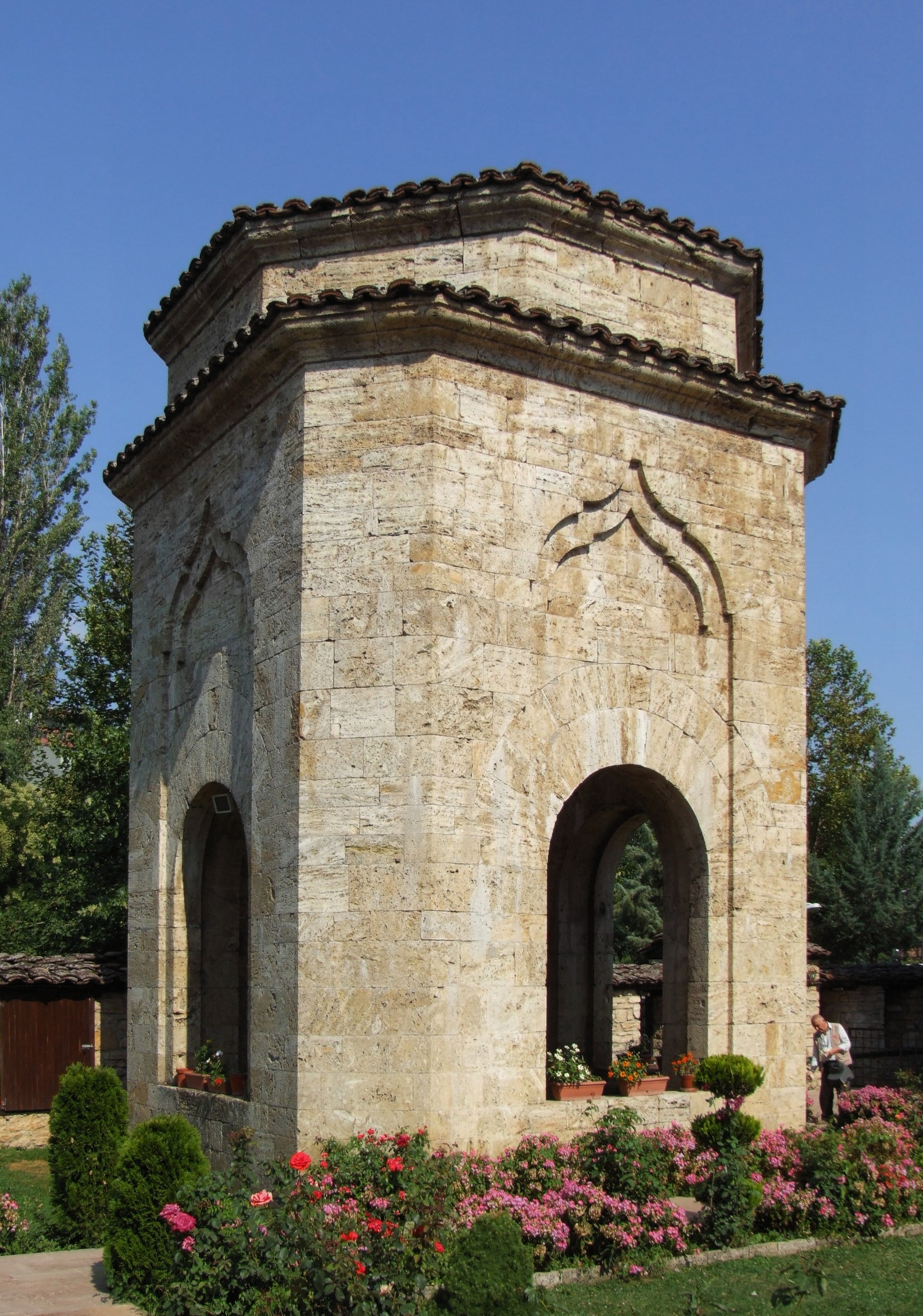
Le turbe.